# Osphya trilineata
Osphya trilineata là một loài bọ cánh cứng trong họ Melandryidae. Loài này được Pic miêu tả khoa học năm 1910.